# シェラ (エベルの父)
シェラ（シラ）は、旧約聖書の『創世記』に登場する人物。セムの子孫でアブラハムの先祖にあたる。
『創世記』の記述によれば、セムの孫すなわちアルパクシャドの息子であり、30歳で息子エベルをもうけ、その後403年生きたという。